# Saint-Denis-des-Murs
Saint-Denis-des-Murs (tiếng Occitan: Sent Deunis) là một xã của tỉnh Haute-Vienne, thuộc vùng Nouvelle-Aquitaine, miền trung nước Pháp.